# Haworthia decipiens var. virella
Haworthia decipiens var. virella, és una varietat de Haworthia decipiens del gènere Haworthia de la subfamília de les asfodelòidies.

## Descripció
Haworthia decipiens var. virella és una planta que té les fulles més atenuades, més llargues que H. decipiens, però amb el verd més brillant de la varietat típica xiphiophylla. Les espines són generalment més tosques i fermes que H. bolusii var. blackbeardiana. Pot fer fillols lentament.

## Distribució i hàbitat
Aquesta varietat creix a la província sud-africana del Cap Oriental, concretament, a l'est de Somerset East i al voltant de Ripon.

## Taxonomia
Haworthia decipiens var. virella va ser descrita per Martin Bruce Bayer i publicat a Haworthiad 16: 63, a l'any 2002.
Etimologia
Haworthia: nom en honor del botànic britànic Adrian Hardy Haworth (1767-1833).
decipiens: epítet llatí que vol dir "enganyós".
var. virella: epítet llatí que significa "verdosa, una mica verda.".